# Molophilus femoratus
Molophilus femoratus là một loài ruồi trong họ Limoniidae. Chúng phân bố ở miền Australasia.